# Carduus heteromorphus
Carduus heteromorphus là một loài thực vật có hoa trong họ Cúc. Loài này được Sennholz mô tả khoa học đầu tiên năm 1887.